# Revolta Dezembrista
A Revolta dezembrista (em russo: Восстание декабристов; romaniz.: Vosstanie dekabristov) teve lugar no Império Russo no dia 26 de dezembro (14 de dezembro) de 1825. Nesta revolta, oficiais do exército russo chefiaram 3 000 soldados (quando se esperava pelo menos de 20 000 soldados) num protesto contra a coroação do czar Nicolau I, após o seu irmão mais velho, Constantino, abdicar do direito ao trono. O protesto se deu pela recusa dos 3 000 amotinados de fazerem o juramento de fidelidade ao imperador e, com as bandeiras desfraldadas e tocando os tambores, os amotinados marcharam até à praça do Senado e se reuniram diante do Cavaleiro de Bronze.
Os dezembristas clamavam por uma Constituição, sugerindo uma monarquia constitucional (ao invés da autocracia czarista) e na emancipação do campesinato. Na busca de apoio popular chegaram a distribuir folhetos informando erroneamente que Nicolau tinha usurpado o trono, e assim reclamavam por um modelo de governo Constitucional. A maioria dos soldados que estavam na praça não sabia o que era uma Constituição e estava lá em obediência à hierarquia militar. Ironicamente, alguns achavam até mesmo que Constituição seria a esposa de Constantino. Após alguns confrontos violentos, Nicolau I venceu os revoltosos e ordenou o enforcamento de alguns dos principais conspiradores, enquanto outros (cerca de 121 amotinados) foram exilados para a Sibéria em 1826, como Serguei Volkonski. Os mesmos que sobreviveram ao exílio foram libertos pelo czar Alexandre II em 1856, mas nessa época sobreviveram somente 19, entre eles o próprio Serguei. Volkonski seria inspiração para seu primo, Tolstoi, no célebre livro Guerra e Paz, ao criar o personagem príncipe Andrei Bolkonski.
Como este evento ocorreu em Dezembro, os rebeldes foram chamados de dezembristas. A revolta teve influência no Iluminismo francês, caráter progressista e espírito liberal, começou na Praça do Senado em São Petersburgo. Em 1925, para marcar o centenário do evento, a praça foi renomeada: Praça Dezembrista. No entanto, em 2008, o nome foi novamente mudado para Praça do Senado. O movimento Dezembrista viria a ser uma inspiração para o movimento populista russo das décadas de 1860 e 1870.